# Alkilados
Alkilados es una banda colombiana  fundada en Pereira, Risaralda, en el año 2011. Su estilo musical es una combinación de los géneros Reggae, Pop latino y Reguetón, que permeó el mercado musical hispanoamericano con el uso del ukelele, (instrumento de cuatro cuerdas pulsadas, propio de parte de la Polinesia)

## Historia

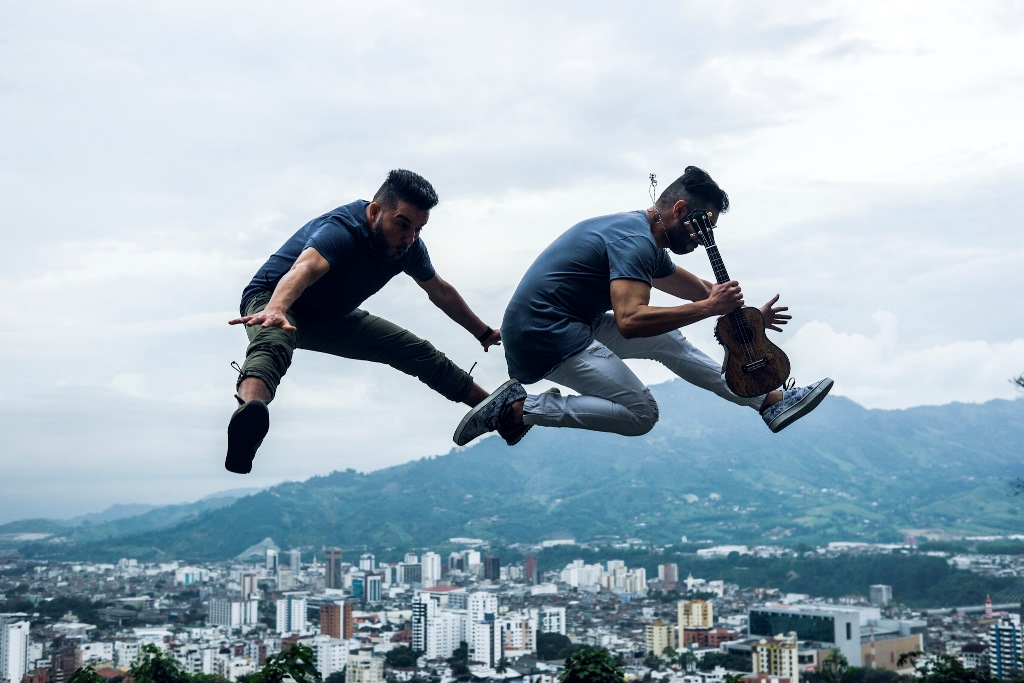
Pereira (CO), ciudad donde se formó la banda.

El proyecto comenzó en el año 2004, como programa de extensión cultural de la Universidad Católica de Pereira, conformado principalmente por estudiantes de Comunicación Social y Psicología, en cabeza de Luis Fernando Torres, docente universitario y director de la banda. Durante la clausura de semestre tuvieron su primera presentación y se dieron a conocer públicamente como Se Arrienda; desde entonces participaron en la mayoría de los eventos de la universidad y gradualmente en diversas actividades de la ciudad. Todo era rentado, los instrumentos, el sonido… “estar en renta habla de una noción de temporalidad, un estado ‘pasajero’, de transición, a una forma de ver la música y la vida como algo que se debe aprovechar, antes de que se agote su momento de disponibilidad” (Juan David Gálvez).
Se Arrienda estaba conformada por 9 integrantes: Luis Fernando Torres (teclado y dirección del grupo), Juan David Gálvez (guitarra rítmica y voz), Juan Guillermo Gutiérrez 'GuFo' (voz), Karen Loaiza (voz y coros), Javier Villa (guitarra eléctrica), Federico Valencia (guitarra acústica), Daniel Montoya (bajo), Felipe Echeverri (percusión menor), Juan Esteban Martínez - Carlos “Kato” Villegas (batería). Próximos a graduarse, el panorama se transformó y en el año 2010 evolucionaron a una propuesta comercial sólida, hasta llegar a la formación final de 5 integrantes que hoy se conoce:
- Luis Fernando Torres (Lucho, teclados)
- Juan David Gálvez (Juanito, voz y ukelele)
- Felipe Echeverri (Eche, bajo)
- Javier Villa (Xavy, guitarra)
- Sebastián Trejos (batería)

Su primer álbum ``Habitación compartida´´ lo produjeron ellos mismos y fue totalmente independiente, con un tracklist de 8 canciones: “Retazos (Tiririp)” fue su primera canción y con ella participaron en el concurso radial de La Mega de RCN Radio, donde ganaron la fase local en el año 2010, obteniendo un cupo en el concurso nacional y finalmente un tercer lugar en Colombia; “Pa' la playa” fue la primera canción que sonó en la radio del Eje Cafetero y el video fue producido por ellos mismos: “Éramos una banda pequeña que sonaba en bares de la ciudad y de repente sonábamos en La Mega a nivel nacional”. Eso atrajo la atención en los municipios aledaños y recibieron múltiples invitaciones para participar en sus festividades y en muchas actividades de la región, generando los recursos para la siguiente fase de promoción en Colombia, de pueblo en pueblo, de ciudad en ciudad.

### Alkilados con “K”
Lograr posicionamiento en los buscadores con la marca “Se arrienda” era complicado y había que buscar alternativas de nombre; pronto dieron con una palabra que conservaba esa esencia pero que también les permitría diferenciarse. Tanto Google como el creciente Twitter (2011) indicaban que el user y dominio para “Alquilados” ya estaban tomados y como en mensajería instantánea era muy común reemplazar la letra “Q” por la “K”, aprovecharon esa dinámica, desde el lenguaje cotidiano de la gente. Nació Alkilados con “K” como estrategia de mercadeo y el primer tuit en su cuenta fue: “Pronto sabrán de nosotros.”
Alkilados hizo su promoción inicial recorriendo el país y varios estudios de grabación en búsqueda de su propio sonido, hasta toparse con la canción que por fin reflejaba su primera intención musical: “Sola” (2011), escrita por el pereirano Óscar David Sanmiguel (de la agrupación Santo y Juda) y adaptada por Juan Gálvez; la canción se versionó y se grabó en los estudios Colombo Récords (Bogotá), con la producción de Andrés Botero y Juan Jhail. Con ella obtuvieron liderazgo en las listas de muchas ciudades de Colombia, empezando por la ciudad de Cali. Buscando asemejar un sonido playero y hawaiano, Juanito grabó las guitarras de Sola una octava más arriba, pronto recibió un regalo que definiría gran parte del sonido de Alkilados: su primer ukulele. El video se rodó en San Andrés, bajo la dirección de Paul Cataño, con un director de fotografía y una productora que también se encargaba de la dirección de arte; los mismos integrantes de Alkilados se encargaban de algunas labores de producción y entendieron el recurso audiovisual como un factor clave para su naciente carrera.
El segundo sencillo se tituló “Esto es amor” con la producción de Mr. Pomps y La Compañía y Máster Chris; su remix se grabó en 4.40 Studios (Medellín) con “Pipe” Flórez y en colaboración con J Balvin, artista urbano en rápido proceso de expansión, que atrajo las miradas de la escena y del género, dejando como interrogante la naturaleza del sonido de Alkilados ¿Era una propuesta pop? ¿Era propuesta urbana? Alkilados respondió y se definió bajo esta fusión con un nuevo género: el ‘pop urbano’.
En 2012 Dálmata les propuso hacer en colaboración "Solitaria", canción urbana que se convertiría en su primer hit viral y uno de los éxitos más representativos para la banda, definiendo su identidad y su estilo musical; con ella el canal virtual de YouTube se internacionalizó, rompiendo récords importantes, en un contexto de consumo donde una canción de Shakira o Rihanna tenía 4 MM de vistas, Alkilados obtuvo 20 MM con el vídeo de la canción, en un mercado audiovisual que apenas crecía en redes. Solitaria se tradujo al italiano y también se licenció en Rumania.

### Pura Playa
El reggae también abre sus raíces en la propuesta musical, bajo el concepto de ‘Pura Playa’ y dos nuevos temas: Máster Chris también produce “Tengo” y luego entra en escena el productor barranquillero Ronny Watts con “Respira”, quien se vuelve la dupla de Juan Gálvez para generar la mayoría de los siguientes éxitos musicales. Respira demuestra cómo las letras de sus canciones son también protagonistas y diferenciadores, dentro del contexto comercial y el género en el que se consolidaban.

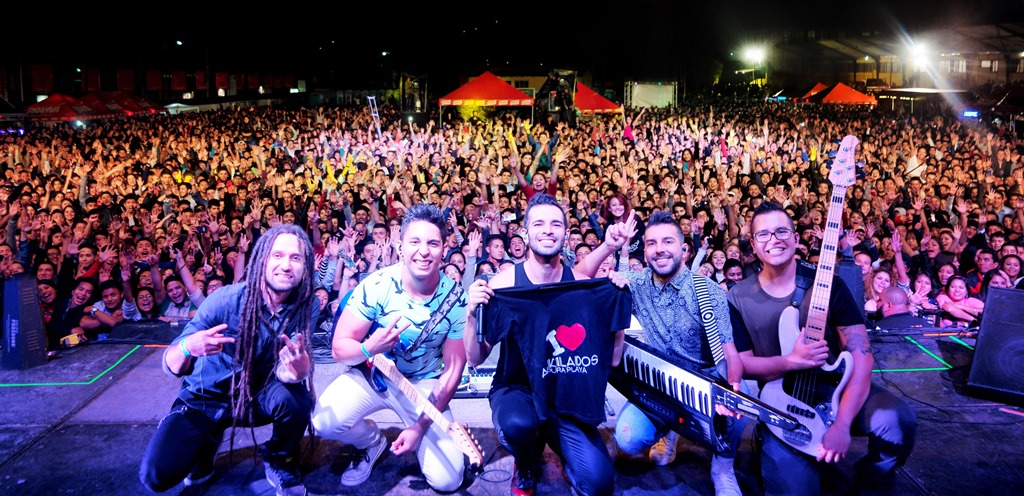
Tour PuraPlaya (2015)

Dálmata produjo dos canciones más para el álbum en el año 2013: “Mona Lisa” y “Amor a primera vista”. La primera fue fenómeno radial en Panamá, Ecuador, Guatemala, Costa Rica, Panamá, Chile, Perú, Venezuela y Colombia; se viralizó rápidamente con un vídeo de la selección española sub-21, publicado en redes, en el que personalidades como Álvaro Morata y Tiago bailan, cantan y festejan con Mona Lisa en su camerino al ganar la Eurocopa, catapultando a Alkilados al mercado iberoamericano. “El Orgullo” (2014), producción de Montana y su posterior versión remix con el puertorriqueño Farruko, les representa el premio MTV Millennial Awards por “Mejor Colaboración del Año”.
El “Tour Pura Playa” duró tres años, visitó 14 países e hizo que las letras y la mezcla de Alkilados con el reggae, el pop y el sonido del ukelele, derivaran en música urbana; las influencias musicales se habían fundido de forma inesperada y pese a ser independientes, sus vídeos ya eran programados en canales como MTV, HTV, VH1 y MTV3.

### La creatividad gráfica de Alkilados
Entendiendo el poder las redes sociales, deciden hacer una canción para sus canales digitales. Viajaron a Washington con una cámara y sus instrumentos para rodar de manera espontánea “Una cita” (2014), tras una mini gira por Estados Unidos. La canción cobró mucha más fuerza de lo esperado y en noviembre de ese año, se plantea la versión remix en colaboración con “El Rookie”, J Álvarez o Nicky Jam, quien triunfaba con “Travesuras”; inesperadamente los 3 aceptaron y el reto fue articular todas las voces en una misma canción. El boom de los autorretratos con la historia de la selfie de Ellen DeGeneres en los Premios Óscar fue el punto de partida para el videoselfie de los 4 artistas y sus seguidores, que se lanzó el 24 de diciembre de ese año. Ese remix otorgó a Alkilados su nominación al Grammy Latino por Mejor Canción Urbana para el 2015.
En el año 2015 también se lanza “Me ignoras” y es éxito en toda Suramérica. Su acogida se atribuye en gran parte a la conceptualización y a la campaña gráfica que aprovechó recursos cotidianos, vigentes en la sociedad con el poder semiótico de los emojis -que aún era un discurso poco convencional en el mercado- y el doble check azul de WhatsApp que se estrenaba por esos días (notificando la lectura de los mensajes); el Lyric Video de la canción tuvo tanto éxito, que se ocultó temporalmente para darle tráfico al vídeo oficial, que presentaba una propuesta mucho más conceptual y metafórica. No fue la primera vez que ocurrió ese fenómeno, también fue el caso de “Magdalena” (2015) -tema en colaboración con Mike Bahía- su Lyric Video rodado en Cancún y dirigido por Juanito se sacó del aire para dar paso al vídeo oficial: la primera producción que dirige el venezolano Nuno Gómez para Colombia y se realiza en plano secuencia. Juanito participa en la conceptualización de todos los vídeos, la base de toda la propuesta visual y gráfica de la marca ha sido desarrollada por él y se evidencia en portadas de sencillos, ilustraciones, piezas promocionales oficiales de Alkilados.

### ALKILADOS ¡Más Playa!
2016 fue el año de “La bicicleta” con la producción musical de DJ Electric y un vídeo temático que rinde homenaje a las personas con Alzheimer; este trabajo les da una nominación a los Premios Juventud en la categoría “Producers Choice Award”; en el segundo semestre se lanza “Me gusta” y pocos meses después la versión remix en compañía del artista colombiano Maluma, que rápidamente ascendió en los listados de las plataformas digitales llegando a millones de vistas pocos días. En el 2017 se filtra informalmente ‘Chiquita’, canción de su nuevo álbum 'Más playa', escrita y producida por Dálmata que evoca el sonido de grandes éxitos como Mona Lisa y Solitaria, por lo cual la agrupación adelantó y oficializó la canción en plataformas digitales; luego Flaca, junto a Reykon, explora la seducción y otros matices en la poética de la agrupación, que cierra el año con 'Me gustas mucho' Remix en colaboración con Jorgito Celedón, introduciéndolo al género con una propuesta auténtica que fusiona elementos urbanos con sonidos muy colombianos. En el 2018, ALKILADOS revoluciona sus redes con el primer lanzamiento del año, una canción compuesta por Nicky Jam, grabada y mezclada en LA INDUSTRIA INC. (Miami), de la mano de Saga Whiteblack, donde artistas y seguidores silban el hook de la canción que se lanza en el mes de abril. Recientemente lanzaron "Ella me persigue" junto al artista boliviano Bonny Lovy, con un sonido particular que fusiona los sonidos de ambos artistas en una cumbia urbana.
Aún se definen los últimos detalles de su nuevo álbum 'Más playa' que contiene nuevos sonidos caribeños; una producción de Ronny Watts y Juan Gálvez, que amplía el espectro musical de lo que se ha realizado hasta el momento (según se menciona en su Website) y cuenta con la participación de Maffio, Saga Whiteblack y Jumbo e incluye colaboraciones con el hijo de Bob Marley, el maestro jamaiquino Ky-Mani Marley, y una fusión con el género de banda, junto al mexicano Espinosa Paz.

## Discografía
El primer álbum de Alkilados Pura playa se lanzó en 2014, y cuenta con colaboraciones de artistas como Farruko, J Balvin, Pasabordo, Dálmata y Silvestre Dangond. En septiembre de 2018 se lanzará su segundo álbum titulado Más Playa.
| Año  | Álbum      |
| ---- | ---------- |
| 2014 | Pura Playa |
| 2018 | Más Playa  |

## Colaboraciones
- 2012: Deseo de amar feat. Rayo & Toby
- 2012: Solitaria feat. Dálmata
- 2012: Esto es amor (Remix) feat. J Balvin
- 2013: Confesión feat. Pasabordo
- 2013: Loco paranoico (Remix) feat. Silvestre Dangond
- 2014: El orgullo (Remix) feat. Farruko
- 2014: Una cita (Remix) feat. Nicky Jam, J Álvarez, El Roockie
- 2014: Amiga mía (Remix) feat. El Roockie, Zion & Lennox
- 2015: No me llames feat. Sebastián Yatra[5]
- 2015: Magdalena feat. Mike Bahía
- 2016: Magdalena (Remix) feat. Mike Bahía, Ñejo
- 2016: La bicicleta (Remix) feat. Zion & Lennox
- 2016: De sol a sol feat. Reykon, Martina La Peligrosa & Sebastián Yatra
- 2017: Me gusta feat. Maluma
- 2017: Flaca feat. Reykon[6]
- 2017: No conviene feat. Gangster[7]
- 2017: Me gustas mucho (Remix) feat. Jorge Celedón[8]
- 2018: Falla feat. Arguello & MikMish[9]
- 2018: Ella me persigue feat. Bonny Lovy[10]
- 2018: Ven feat. Espinoza Paz
- 2018: Ya estaba claro feat. Pablo Feliú
- 2021: Y si alguien te ve junto a Pascal[11]
- 2021: Mejor que tú junto a You Salsa[12]

## Conciertos e hitos importantes

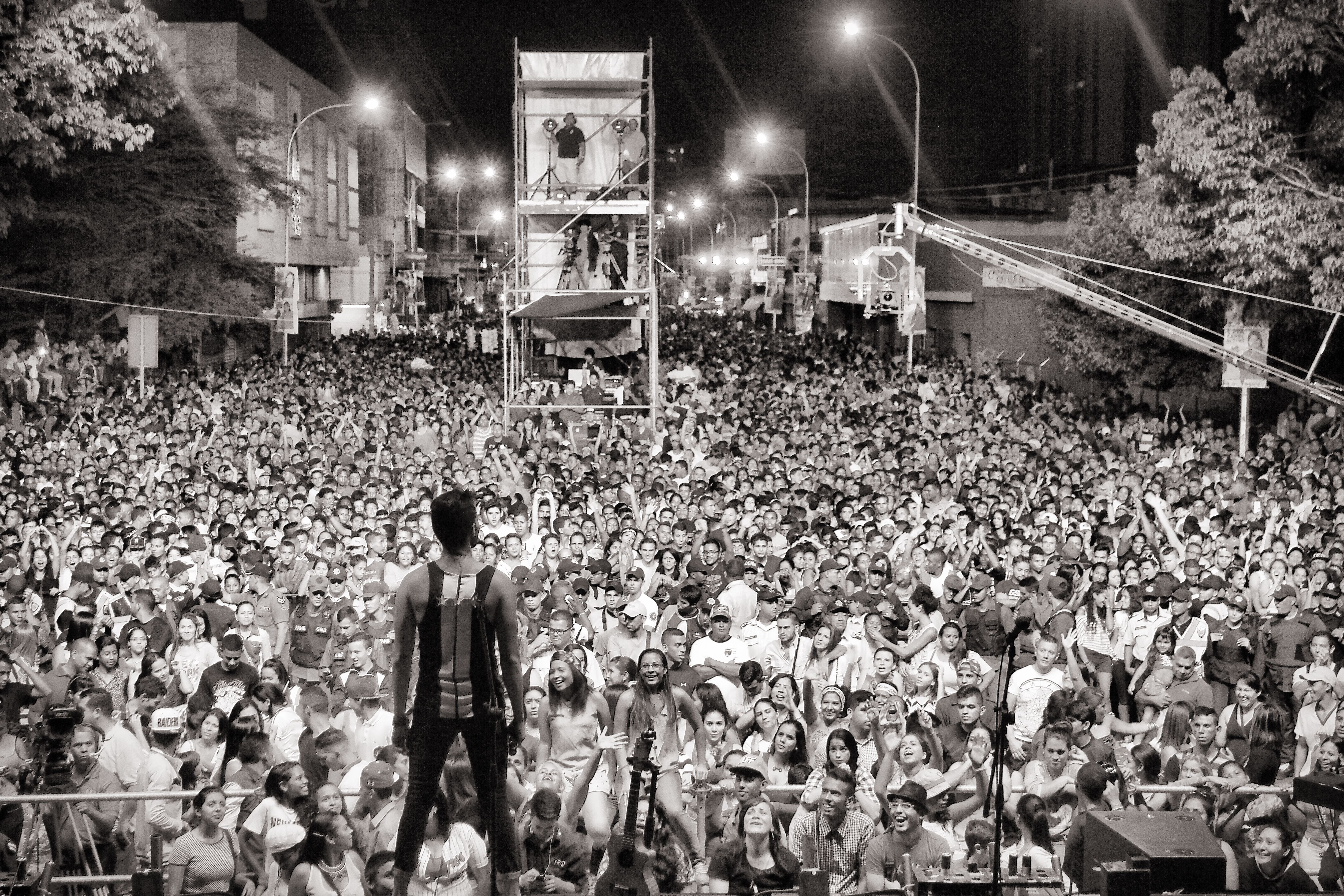
Venezuela (2015)

Más de 650 conciertos en su Tour Pura Playa, recorriendo los países de Costa Rica, Guatemala, El Salvador, República Dominicana, Nicaragua, Venezuela, Panamá, Colombia, Perú, Ecuador, Bolivia, Paraguay y Chile, marcan el éxito de su primer álbum y más de 30 canciones publicadas. En 6 años de carrera se destacan estos eventos:
- Concierto Romeo Santos (American Airlines Arena en Miami; también en Bogotá y Medellín).

- Suena Caracas (Venezuela) con la presentación de Aterciopelados, Estopa y Shaggy.
- Gira 5 ciudades de Perú. con Nicky Jam y Maluma (2015)
- Festival de Talca (Chile) con más de cien mil asistentes.
- Concierto Exa (Ecuador) y concierto junto a Don Omar en el Coliseo Rumiñahui .
- Festival de Las Luces Campero (Guatemala y El Salvador).
- Movistar Fest - Headliners (Ecuador).
- Megaland (Colombia)
- Evento 40 (Colombia)
- OxígenoFest (Colombia)
- Jumbo Concierto 2013, 2014, 2015 y 2017 (Colombia)
- Embajadores Marca País (Colombia Land of Sabrosura) 2018 (Colombia)
- Reconocimiento "LÍDERES DE LA SOCIEDAD" de la Revista Gerente 2018(Colombia)

La banda ha recibido condecoraciones por parte del Ministerio de Defensa y de las Fuerzas Armadas de Colombia.

## Premios y nominaciones

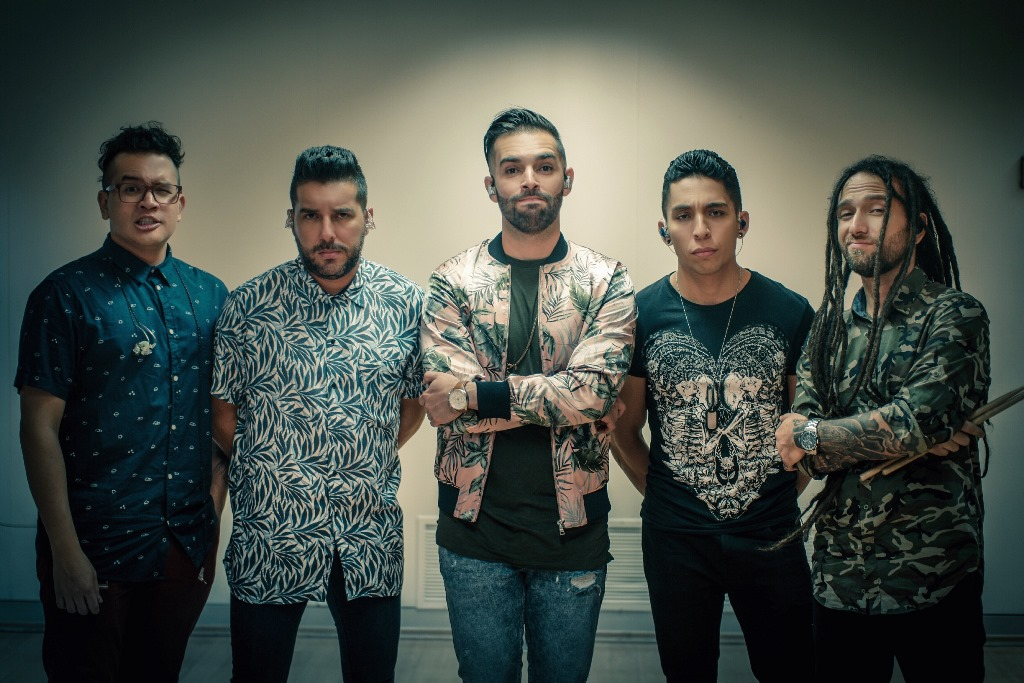
Alkilados 2017: Eche (Bass), Lucho (Keys), Juanito (Voz), Xavy (GTR), JuanMa (Drums)

| Año  | Premio                    | Nominación                              | Resultado |
| ---- | ------------------------- | --------------------------------------- | --------- |
| 2012 | Premios Nuestra Tierra    | Mejor Nuevo Artista                     | Nominado  |
| 2013 | Kids Choice Awards México | Mejor Artista Colombiano                | Ganador   |
| 2013 | Premios Mi Gente          | Mejor Artista Pop Tropical              | Ganador   |
| 2013 | Premios Mi Gente          | Artista Revelación del Año              | Ganador   |
| 2013 | Premios Nuestra Tierra    | Mejor Canción del Año                   | Nominado  |
| 2013 | Premios Nuestra Tierra    | Mejor Artista del año                   | Nominado  |
| 2013 | Premios Nuestra Tierra    | Mejor Artista Pop solo o Grupo del año  | Nominado  |
| 2013 | Premios Nuestra Tierra    | Mejor Interpretación Urbana del año     | Nominado  |
| 2013 | Premios Nuestra Tierra    | Mejor Artista del público               | Nominado  |
| 2013 | Premios Nuestra Tierra    | Mejor Canción del público               | Nominado  |
| 2013 | Premios Nuestra Tierra    | Mejor Club de Fanes                     | Nominado  |
| 2013 | Premios Nuestra Tierra    | Mejor Página Web                        | Nominado  |
| 2013 | Premios Luna              | Mejor Grupo categoría Urbana            | Ganador   |
| 2013 | Premios Luna              | Meor Video del año                      | Ganador   |
| 2013 | Premios Expo Kids         | Grupo o dúo musical favorito            | Ganador   |
| 2014 | 'Premios Shock'           | Artista del año                         | Nominado  |
| 2014 | 'Premios Shock'           | Mejor Interpretación Tropical Pop       | Ganador   |
| 2014 | 'Premios Shock'           | Álbum del Año                           | Nominado  |
| 2014 | 'Premios Shock'           | Mejor canción del público               | Ganador   |
| 2014 | Premios Nuestra Tierra    | Mejor canción del público               | Ganador   |
| 2014 | Premios Nuestra Tierra    | Mejor interpretación Pop Tropical       | Ganador   |
| 2014 | Premios 40 Principales    | Mejor Artista o grupo Nacional          | Nominado  |
| 2014 | MTV Millennial Awards     | Mejor Artista Colombiano                | Ganador   |
| 2014 | MTV EMA                   | Mejor Artista MTV Latin América Central | Nominado  |
| 2015 | 'Grammy Latinos'          | Mejor Interpretación Urbana             | Nominado  |
| 2015 | 'Premios Heat'            | Mejor grupo o banda                     | Ganador   |
| 2016 | MTV EMA                   | Mejor Artista MTV Latin América Central | Nominado  |
| 2016 | Premios Juventud          | Producers Choice Award                  | Nominado  |

## Los medios en Latinoamérica
- Alkilados, la moderna agrupación que se dio a conocer con el uso del ukelele.[21]
- Alkilados se encargó de cerrar la jornada de solidaridad.[22]
- Una lluvia de ‘selfie sticks’ animó el concierto de Alkilados.[23]
- Alkilados, la agrupación que redefine el género urbano.[24]
- Alkilados sueña con alcanzar éxito de Shakira y Juanes.[25]
- Alkilados en el programa ‘En la mira’ del Canal HTV este fin de semana.[26]
- Arranca el concurso Chica Bonita con “Alkilados”.[27]
- Show de música urbana en Guayaquil.[28]
- Grupo Alkilados buscará el mercado de EE. UU. con su próximo disco "Más playa".[29]
- Alkilados: “Nuestro sonido es una historia de accidentes afortunados”.[30]
- ALKILADOS, le canta al amor en Barranquilla.[31]
- Colombianos son apadrinados por reguetoneros.[32]
- Alkilados en #SesionesEH, como para alquilar balcón.[33]
- Alkilados, una banda que crece de manera orgánica y natural.[34]
- Alkilados quiere conquistar a Puerto Rico.[35]
- Alkilados, un dúo en evolución.[36]

- El puente festivo se goza en playa verano.[37]

- Cartagena, de gala con los Premios India Catalina.[38]
- Gente de Zona y Alkilados animarán la Feicobol 2016.[39]
- Premios Heat: Marielle Hazlo y Alkilados cautivaron al público.[40]
- A todos les gusta Alkilados.[41]
- Alkilados, intérpretes de Una Cita, estarán en Miss Teen Nicaragua.[42]
- Festival de Talca otra vez es éxito de índice de audiencia en TVN.[43]
- Heat Latin Music Awards: Alkilados se llevó el primer premio.[44]

- Teletón: Alkilados se encargó de cerrar la jornada de solidaridad.[45]

- Alkilados revela la historia detrás de su canción La bicicleta.[46]
- Alkilados será protagonista en los Premios Nuestra Tierra.[47]
- Se celebró con éxito en Colombia la Carrera de Estrellas 2016 con grandes pilotos y artistas.[48]
- Alkilados, pura sabrosura playera.[49]
- Sebastián Yatra, Alkilados y Mike Bahía una fórmula de fuerza.[50]
- Alkilados, Don Tetto y Nicolás Mayorca se enfrentan en los MTV EMA 2014.[51]
- Heat Latin Music Awards: ellos son los grandes triunfadores.[52]